# Heroes Phantasia
Heroes Phantasia (ヒーローズファンタジア?, Hīrōzu Fantajia) è un videogioco di ruolo sviluppato dalla Witchcraft e pubblicato dalla Namco Bandai per PlayStation Portable. Il videogioco è uscito in Giappone il 19 gennaio 2012, dopo essere stato annunciato dalla Namco Bandai sulle pagine della rivista Famitsū il 3 agosto 2011.
Si tratta di un videogioco crossover fra i personaggi di dieci serie televisive anime: Lo stregone Orphen, Rune Soldier,Read or Die, s-CRY-ed, Keroro, My-HiME, BLOOD+, Darker than Black, Darker than Black: Ryūsei no Gemini e Slayers Revolution. Il videogioco è stato pubblicato simultaneamente in due edizioni distinte: una regolare e una speciale contenente nella confezione un libro di illustrazioni co-prodotto dalla rivista Newtype e il CD contenente la colonna sonora. Sigla d'apertura del videogioco è il brano The Lights of Heroes, cantata dal gruppo musicale giapponese Angela.